# Antonio Cominges

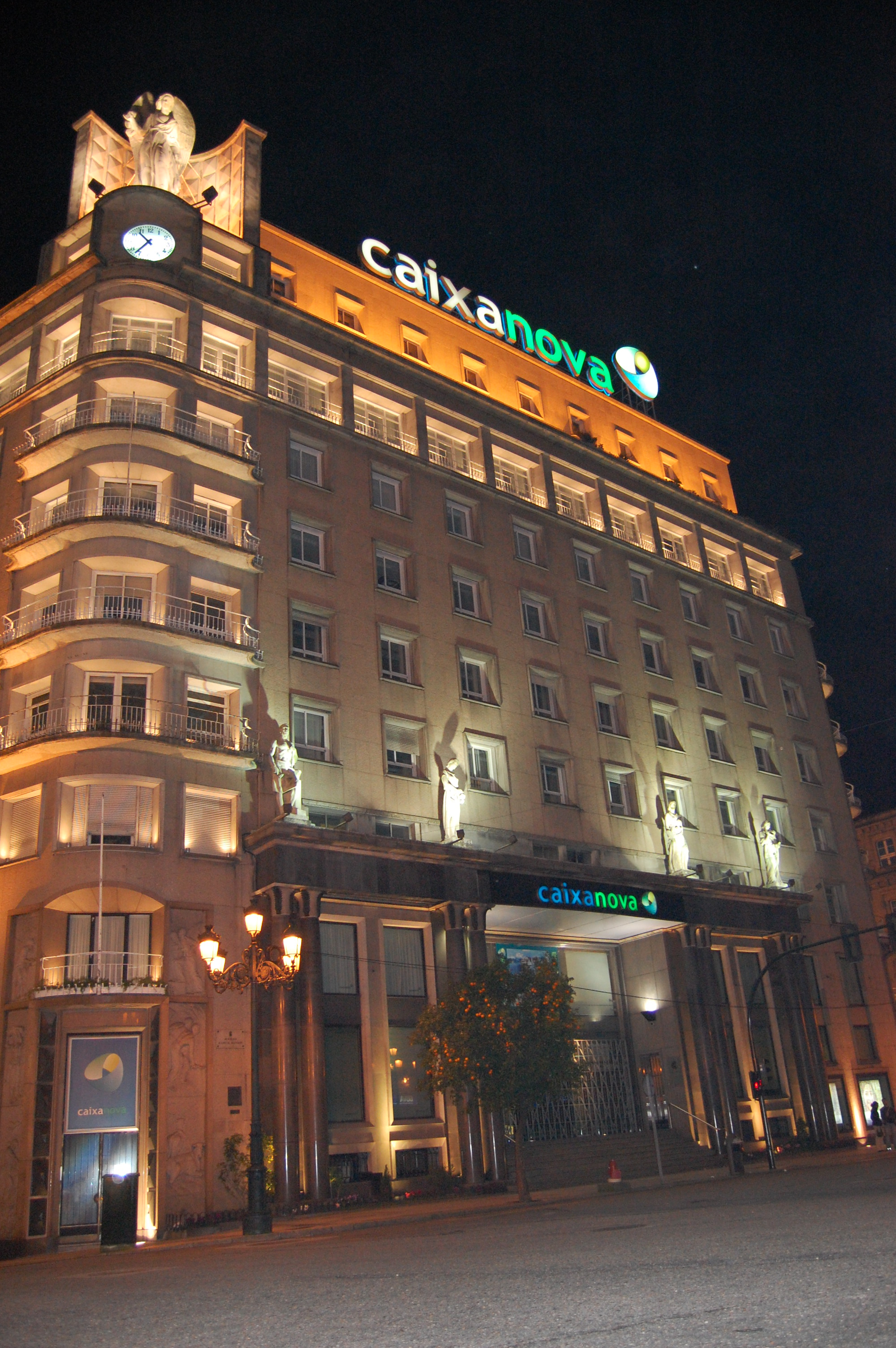
Seu de la Caixa d'Estalvis de Vigo, després Caixanova, després Novacaixagalicia i actualment ABANCA.

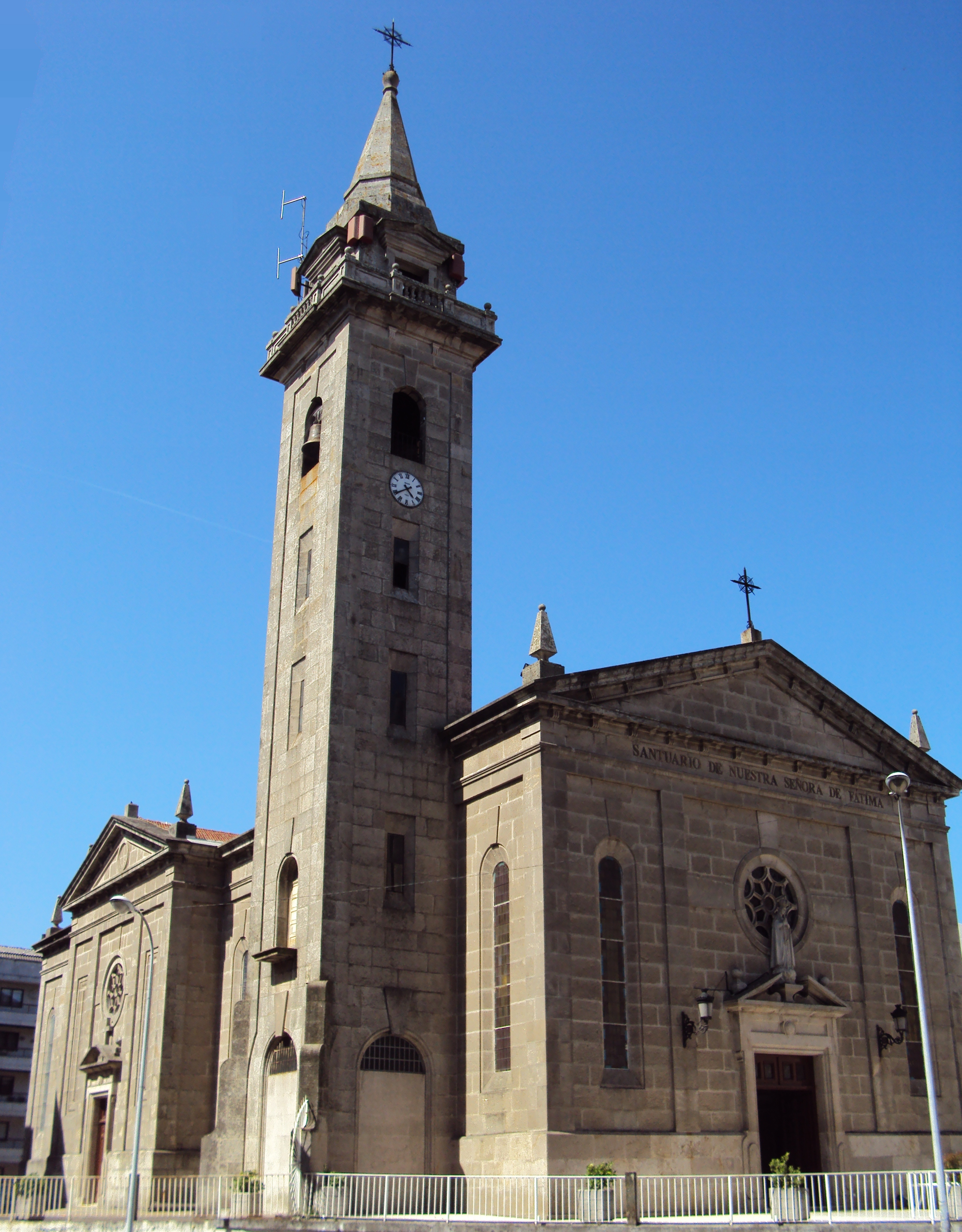
Església de La nostra Senyora de Fátima

Antonio de Cominges Tapias (Vigo, 24 de juliol de 1897-ibídem, 27 de gener de 1987) va ser un arquitecte espanyol. Es va llicenciar a Madrid el 1924 i va treballar de professor a l'Escola d'Arts i Oficis de Vigo des de 1927 fins a 1967. Va ser arquitecte municipal a Santiago de Compostel·la de 1930 a 1931 i després va treballar a Vigo. El seu estil va estar influenciat per Manuel Gómez Román i Antonio Palacios. Entre les seves obres destacades s'inclouen l'Hotel Compostela, a Santiago de Compostel·la (1930) i l'Escola Naval de Marín.